# Кумамото (равнина)
Кумамото (яп. 熊本平野 кумамото-хэйя) — равнина в Японии, расположенная в центральной части острова Кюсю, в префектуре Кумамото. Площадь равнины составляет около 775 км², она является второй по площади равниной Кюсю после равнины Цукуси.
В узком смысле равниной Кумамото называют аллювиальную равнину, занимающую центральную часть низменности Кумамото. В широком смысле в неё включают также равнину Кикути (菊池平野), впадину Кикука (菊鹿盆地), плато Хиго (肥後台地) и лежащую южнее равнину Яцусиро (八代平野). По северной части равнины протекают реки Сиракава, Цубои (坪井川) и Исери (井芹川), а по южной - Мидори, Касе (加勢川) и Хамадо (浜戸川).
На равнине проживает более 42% населения префектуры, а также сосредоточены промышленные, культурные и административные объекты.